# Cheilanthes prototinaei
Cheilanthes prototinaei är en kantbräkenväxtart som beskrevs av Rasbach, Reichst. och Schneller. Cheilanthes prototinaei ingår i släktet Cheilanthes och familjen Pteridaceae. Inga underarter finns listade.